# Gelius Trio
Das Gelius Trio ist ein 1999 in München gegründetes Klaviertrio.

## Geschichte
Die Musiker fanden sich anlässlich einer CD-Produktion mit Werken der Komponistin Dorothee Eberhardt (* 1952) erstmals zusammen und gründeten nach dieser Zusammenarbeit das Ensemble. Das Trio konzertierte u. a. beim Schleswig-Holstein Musik Festival, Millstätter Musikwochen, dem Hohenloher Kultursommer und auf Schloss Elmau.
Die neueste Einspielung Russische Trios erschien bei Thorofon/BellaMusica. Auf der im Januar 2014 bei Thorofon erschienenen CD Oblívion präsentiert das Trio Tangos von Astor Piazzolla und die Verbindung von Klassik und Jazz in der Café Music von Paul Schoenfield. Zudem gibt es Einspielungen beim Bayerischen Rundfunk, dem Hessischen Rundfunk und dem ORF.
Michael Hell war von 2000 bis 2022 Cellist des Trios. Seit Oktober 2022 hat Floris Mijnders (Solocellist der Münchner Philharmoniker) diesen Part übernommen. Sreten Krstic spielt eine Geige von Nicolaus Gagliano. Floris Mijnders spielt ein Francesco Goffriller Cello, 1740 gefertigt in Udine.

## Mitglieder

### Sreten Krstic
Sreten Krstic (Violine) war seit 1980 Mitglied der Münchner Philharmoniker (seit 1982 als Erster Konzertmeister). Er wurde 1953 in Belgrad geboren. Im Alter von sieben Jahren begann er Violine zu spielen und beendete vierzehn Jahre später sein Musikstudium in Belgrad bei Toskov und Paviovic. Schon ein Jahr vorher hatte er einen Preis im Internationalen Wettbewerb der Jeunesses Musicales im Fach „Duo Violine – Klavier“ gewonnen. Drei Jahre später gewann er den Internationalen Wettbewerb von Belgrad im Fach Violine und erhielt zusätzlich einen Sonderpreis für die beste Interpretation der Solosonaten Bachs. Konzerttourneen führten ihn durch Europa, Japan, USA und die UdSSR. Sreten Krstic wurde zu Aufnahmen von WDR, BR und BBC London eingeladen und spielte bei allen Rundfunk- und Fernsehstudios Jugoslawiens. Als Solist spielte er mit Sergiu Celibidache, Hiroshi Wakasugi, Horst Stein, Václav Neumann, Dimitrij Kitajenko u. v. a. Mehrere Schallplatten- und CD-Aufnahmen.

### Floris Mijnders
erhielt als Achtjähriger von seinem Vater den ersten Cellounterricht. Ab 1984 studierte er bei Jean Decroos am Haager Koninklijk Conservatorium und absolvierte 1990 das Konzertexamen. Während seines Studiums spielte er im Europäischen Jugendorchester und besuchte Meisterklassen bei Heinrich Schiff und Mstislav Rostropovich. Seit September 2014 spielt Floris Mijnders als 1. Solocellist bei den Münchner Philharmonikern, nachdem er zuvor Solocellist beim Rotterdamer Philharmonischem Orchester gewesen war. Mijnders gastiert als Solocellist u. a. beim Gewandhausorchester Leipzig, dem London Symphony Orchestra und dem Königlichen Concertgebouworchester und spielt als Solist mit vielen Orchestern.  Als Professor für Cello war er 15 Jahre in den Niederlanden tätig, u. a. an der Hochschule für Musik in Amsterdam. Seit Januar 2020 ist er Professor für Cello am Tiroler Landeskonservatorium in Innsbruck. Floris Mijnders spielt ein Francesco Goffriller Cello, 1740 gefertigt in Udine.

### Micael Gelius
Schon vor seinem Studium trat der Pianist Micael Gelius mehrmals als Solist mit den Münchner Symphonikern auf. Nach dem Abitur studierte er in München Liedbegleitung bei Erik Werba und Helmut Deutsch. Seine solistische Ausbildung setzte er an der Musikhochschule Würzburg in den Klavierklassen von Margarita Höhenrieder und Erich Appel fort und schloss sie mit dem künstlerischen Examen ab. Meisterkurse und ein Stipendium des Internationalen Vereins für Kammermusik ergänzten seine Studien. Micael Gelius konzertiert als Solist und Kammermusikpartner in Europa, Amerika und Asien und gastiert bei Musikfestivals (z. B. 1999 beim 2. Musikfestival in Peking). Sein Repertoire ist auf Einspielungen für Rundfunk, Fernsehen und auf CD (Sony, Melisma, Bayer, Salto und für den Peters-Verlag) dokumentiert. Seit November 2003 hat Micael Gelius einen Lehrauftrag für Klavier an der Universität Augsburg und ist regelmäßig Juror bei Musikwettbewerben.

## Diskografie (Auswahl)
- 2000: Klavier- und Kammermusik von Clara Schumann. ArteNova/BMG
- 2002: Französische Klaviertrios. Koproduktion des Bayerischen Rundfunks und ArteNova/BMG
- 2004: Komponistinnenporträt Dorothee Eberhardt. Cavalli
- 2008: Böhmische Klaviertrios. Thorophon
- 2012: Liebesfreud & Liebesleid. Hänssler
- 2014: Oblívion. Thorofon
- 2018: Russische Trios. Thorofon